# Grimme Landmaschinenfabrik

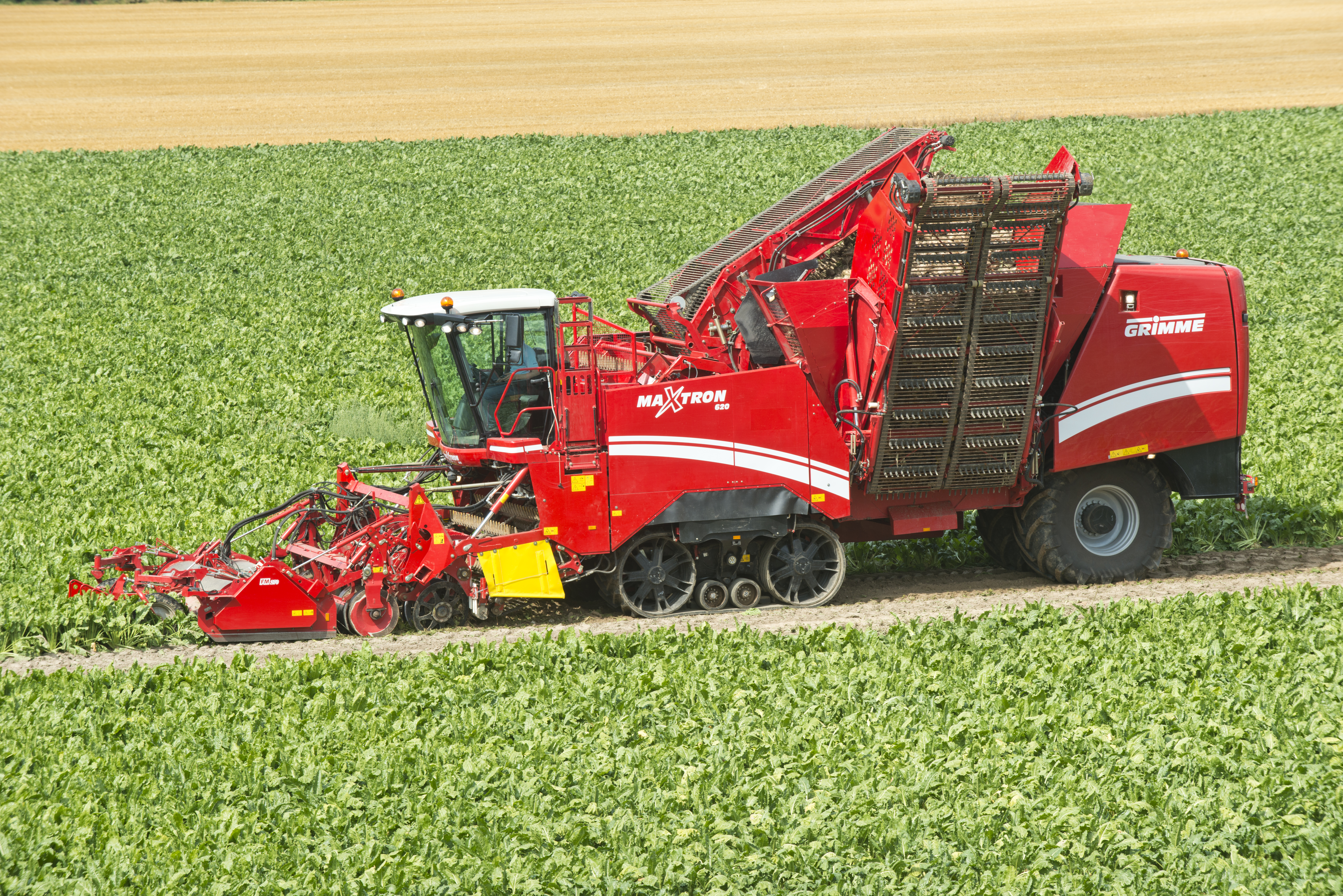
Grimme Maxtron 620

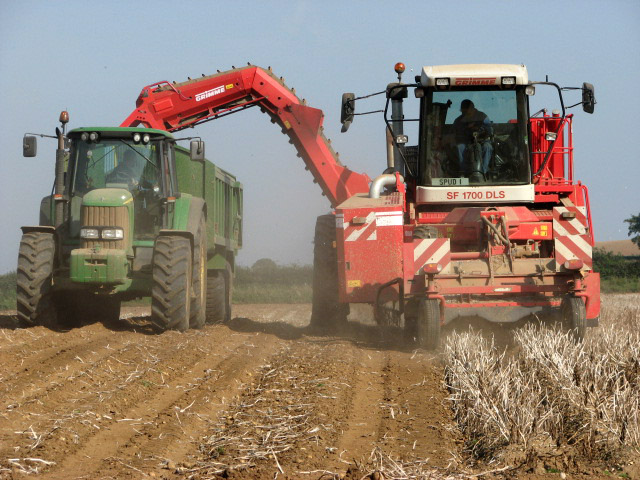
Grimme SF 1700 DLS

Grimme – niemiecki producent maszyn do uprawy ziemniaków, buraków i innych warzyw. Firma została założona w 1861 roku. W 1966 roku skonstruowała pierwszy kombajn do zbioru ziemniaków z napędem hydraulicznym a trzy lata później pierwszy na świecie kombajn samobieżny. Przedsiębiorstwo jest także właścicielem kilku marek: (Spudnik, Kleine oraz ASA-LIFT).